# Сасикулак (притока Юшанли)
Сасику́ла́к — мала річка в Україні, в межах Чернігівського району Запорізької області. Права притока річки Юшанли (басейн Азовського моря).

## Опис
Бере початок на пн.-сх. від с. Просторе. Протікає через с. Розівка. До місця впадіння в р. Юшанли нема близьких населених пунктів.
Основна притока: маленькі потічки.